# Stefka Kostadinova
| Årsbästa |        |
| År       | Höjd   |
| 1997     | 2,02 m |
| 1996     | 2,05 m |
| 1995     | 2,01 m |
| 1993     | 2,05 m |
| 1992     | 2,05 m |
| 1991     | 1,93 m |
| 1988     | 2,07 m |
| 1987     | 2,09 m |
| 1986     | 2,08 m |
| 1985     | 2,06 m |
| 1984     | 2,00 m |

Stefka Georgieva Kostadinova (bulgariska: Стефка Георгиева Костадинова), född 25 mars 1965 i Plovdiv är en bulgarisk före detta friidrottare som tävlade i höjdhopp.
Kostadinova hade världsrekordet i höjdhopp med 2,09 satt vid VM i Rom 1987, vilket var det tredje världsrekord hon satte utomhus (hon satte också 4 inomhus). Hon är dessutom den som har hoppat 2,05 eller högre flest gånger, 19 gånger, vilket resten av världens kvinnliga höjdhoppare tillsammans bara har gjort 9 gånger. Hon har också klarat 2 meter över etthundra gånger och har tagit ett flertal medaljer i stora mästerskap (hon vann till exempel inomhus-VM alla gånger hon deltog).
1995 födde hon en son, Nikolaj, bara några månader innan hon vann VM i Göteborg. 
Hon avslutade officiellt karriären 1999, men hade då inte hoppat i tävlingssammanhang sedan 1997. Hon blev 1999 viceordförande i Bulgariens friidrottsförbund, och sedan 2005 är hon ordförande i Bulgariens olympiska kommitté. 2003-2005 var hon vice idrottsminister i Simeon Sachsen-Coburg-Gothas borgerliga regering.

## Meriter

### OS
Guld: 1996

Silver: 1988

### VM
Guld: 1987, 1995

Sjätte plats: 1991, 1993

### Inomhus-VM
Guld: 1985, 1987, 1989, 1993, 1995

### EM
Guld: 1986

### Inomhus-EM
Guld: 1985, 1987, 1988, 1994